# Sırataşlar, Aydıntepe
Sırataşlar là một xã thuộc huyện Aydıntepe, tỉnh Bayburt, Thổ Nhĩ Kỳ. Dân số thời điểm năm 2010 là 153 người.